# 鱼饵湖角猛水蚤
鱼饵湖角猛水蚤（学名：[Limnocletodes behningi] 错误：{{Lang}}：文本有斜体标记（帮助））为短角猛水蚤科湖角猛水蚤属的动物。分布于俄罗斯、罗马尼亚以及中国大陆的广东、福建、云南、江西、江苏、河北、北京市、天津市、内蒙古等地，多见于通海的河口地区及淡水中。